# Association française de pédiatrie ambulatoire
Pour les articles homonymes, voir AFPA.
L’Association française de pédiatrie ambulatoire (AFPA) est une association loi de 1901 créée en 1990 par des pédiatres libéraux pour promouvoir la pédiatrie ambulatoire et assurer ainsi une meilleure prise en charge de la santé de l'enfant. L'association revendique plus de mille cotisants "réels" et se dit reconnue par les sociétés savantes, les firmes industrielles, les instances ministérielles et les associations étrangères. Son président actuel est Andreas Werner. Les présidents du Syndicat national des pédiatres français (S.N.P.F.) et de la Société française de pédiatrie (S.F.P.) en sont membres de droit.

## Buts de l'AFPA
L'association a pour buts :
- de promouvoir la recherche médicale dans le domaine de la Pédiatrie Ambulatoire
- de développer les actions de formation continue, d'élaborer une réflexion sur les programmes et les moyens de cette formation
- de promouvoir la recherche médicale dans le domaine de la Pédiatrie Ambulatoire
- de servir de lien entre les Pédiatres et les groupes français de Pédiatres ayant dans leurs statuts des objectifs correspondant à ceux de l'Association, favoriser la collaboration avec les sociétés étrangères de Pédiatrie Ambulatoire
- de représenter les Pédiatres praticiens dans les sociétés savantes, auprès des organismes de formation continue et de recherche.

## Modalités de l'intervention de l'AFPA
L'association axe notamment ses interventions sur la formation médicale et le développement des échanges institutionnels et autres.
À cette fin, l'association édite une revue mensuelle "Le pédiatre", est engagée dans la recherche en pédiatrie, participe à formation continue et universitaire des pédiatres, suscite la création de logiciels spécialisés (Infansoft, PRESCAID) et entretien une action humanitaire à long terme à laquelle des pédiatres participent sous forme de courts séjours.  
En interne, elle comporte plusieurs groupes de travail proposant divers pistes et informations dans différents domaines pédiatriques :
- Adolescent
- Afpa humanitaire
- Allaitement maternel
- Dépistage luxation de hanche
- Difficultés scolaires
- Formation médicale continue
- Infansoft
- Nutrition
- Obésité
- Pédiatre en maternité
- SFP Pédiatrie générale

L'association organise deux manifestations nationales par an (printemps/automne) sur les thématiques correspondant à la pratique quotidienne de la pédiatrie ambulatoire. Elle a tenu son congrès national 2007 à Saint-Malo les 22/24 juin. Les prochains sont prévus à Toulouse en 2008 et Grenoble en 2009 à la même époque.

## La défense de l'identité de la pédiatrie ambulatoire
L'AFPA s'interroge sur l'avenir de la pédiatrie ambulatoire. Sur son site, on trouve cette réflexion sur une question qui semble faire débat :
"Certains contestent la nature de notre activité quotidienne. Nous devons poursuivre notre réflexion sur ce que sera notre exercice en fonction du contexte socio-économique dans lequel nous évoluerons demain. Il est probable que notre pratique individuelle se situera entre l'option des tenants de la pédiatrie pour tous les enfants, mais nécessairement limitée à quelques examens clés, et celle du suivi le plus complet possible des enfants. En raison du faible nombre de pédiatres, une hypothèse pourrait faire envisager un élargissement du champ d'action à tous les enfants pour des points précis du développement en limitant peut-être les actions de premier recours. Il s'agit là, bien sûr, d'une voie de recherche et de réflexion.".
- Juin 2009 - L'Association Française de Pédiatrie Ambulatoire lance une pétition nationale "Sauvons la pédiatrie... Signons pour les enfants !". La pétition a été remise au Ministère de la Santé le 19 janvier 2011[7]